# Kathleen Hutsebaut
Kathleen Hutsebaut (Aalst, 12 april 1961) is een Belgische politica voor CD&V. Ze was burgemeester van Zingem.

## Biografie
Hutsebaut werkt als cateringmanager. Ze woont in deelgemeente Huise.
Ze werd ook actief in gemeentepolitiek in Zingem en werd er schepen van Jeugd en Cultuur. Na de provincie- en gemeenteraadsverkiezingen van 2006 ging ze zetelen in de provincieraad voor CD&V. Op de lijst voor de gemeenteraad was ze lijsttrekker, maar partijgenoot Etienne Ver Cruysse behaalde het grootst aantal voorkeurstemmen. Ver Cruysse werd de eerste drie jaar van de legislatuur burgemeester en vanaf 2010 volgde Hutsebaut hem op.
In 2019 fuseerden Zingem en Kruishoutem in de fusiegemeente Kruisem. In de nieuwe gemeente was ze tot 2024 schepen.